# Liste von Sakralbauten in Düsseldorf
Die Liste von Sakralbauten in Düsseldorf enthält Kirchengebäude und andere Sakralbauten in der Stadt Düsseldorf.

## Katholische Kirchen

### Alt-Katholische Kirche und Anglikanische Kirche
| Abbildung | Name                 | Standort                   | Bauzeit | Besonderheiten                                                                         |
| --------- | -------------------- | -------------------------- | ------- | -------------------------------------------------------------------------------------- |
|           | Thomaskirche         | Reisholz Steubenstraße     | 1960    | früher evangelische Klarenbachkapelle. Architekten: Walter Köngeter und Ernst Petersen |
|           | Anglikanische Kirche | Stockum Rotterdamer Straße |         | anglikanisch                                                                           |

### Römisch-katholische Kirchen
Die römisch-katholischen Kirchen in Düsseldorf gehören mit Ausnahme von Unterbach (Dekanat Hilden) zum Stadtdekanat Düsseldorf. Beide Dekanate sind dem Erzbistum Köln zugeordnet.
| Abbildung | Name                                     | Standort                                               | Bauzeit                                      | Besonderheiten |
| --------- | ---------------------------------------- | ------------------------------------------------------ | -------------------------------------------- | --- |
|           | St. Adolfus                              | Pempelfort Kaiserswerther Straße/Cordobastraße         | 1903–13                                      | |
|           | St. Agnes                                | Angermund Graf-Engelbert-Straße                        | 1637–57                                      | |
|           | St. Albertus Magnus                      | Golzheim Kaiserswerther Straße                         | 1938–39                                      | |
|           | Alt St. Martin                           | Bilk Martinstraße/Bachstraße                           | 1019                                         | romanischer Stil, älteste Kirche Düsseldorfs |
|           | St. Andreas                              | Altstadt Andreasstraße                                 | 1622–29                                      | Klosterkirche der Dominikaner, ursprünglich Klosterkirche der Jesuiten – 1708 schließlich erhielt die Andreaskirche den offiziellen Titel Hofkirche – Hochaltar von Ewald Mataré aus dem Jahr 1960 – Eigentümer der Kirche ist das Land Nordrhein-Westfalen – seit 2005 Gemeindeverbund mit St. Lambertus |
|           | St. Anna                                 | Niederkassel Kanalstraße                               | 1968                                         | moderner Neubau zwischen 1967 und 1978 durch den Kölner Architekten Nikolaus Rosiny. Im März 2021 erfolgte der Abriss der Kirche |
|           | St. Antonius                             | Friedrichstadt Fürstenplatz/Helmholtzstraße            | 1906–09                                      | dreischiffige Pfeilerbasilika |
|           | St. Antonius                             | Hassels Am Schönenkamp                                 | 1927                                         | |
|           | St. Antonius                             | Oberkassel Luegallee                                   | 1909–10                                      | neoromanischer Stil |
|           | St. Apollinaris                          | Oberbilk Lessingplatz/Van-Douven-Straße                | 1904–07                                      | zunächst Filialgemeinde von St. Josef, ab 1923 selbstständig – einzige fünfschiffige Anlage des Architekten Caspar Clemens Pickel (Kottenheim 1847–1939 Düsseldorf), der zahlreiche Neu- und Umbauten von Kirchen und kirchlichen Gebäuden in Düsseldorf und Umgebung geschaffen hat |
|           | St. Augustinus                           | Eller In der Elb                                       | 1963–64                                      | Wird auch von der Ukrainisch-Orthodoxen Gemeinde regelmäßig genutzt |
|           | St. Benediktus                           | Heerdt Alt-Heerdt                                      | 1844–47                                      | Errichtung der heutigen Pfarrkirche nach den Plänen des Krefelder Stadtbaumeisters Heinrich Johann Freyse als eine der frühesten, erstmals wieder mit gemauerten gotischen Gewölben versehenen, neugotischen Kirchen am Niederrhein – einziges Benediktus-Patronium im Erzbistum Köln |
|           | Bilker Kirche (St. Martin)               | Unterbilk Bilker Allee/Neusser Straße/Benzenbergstraße | 1951–52                                      | Nachfolgekirche der 1945 zerstörten Martinskirche von 1893 bis 1895 |
|           | St. Blasius                              | Hamm Florensstraße                                     | 1910–11                                      | |
|           | St. Bonifatius                           | Bilk Fleher Straße/Max-Brandts-Straße                  | 1927–28                                      | zunächst Filialgemeinde von Alt St. Martin, seit 1930 selbstständig – 1952 Neugestaltung der Pfarrkirche durch einen Prof. Schneider-Esleben, den Sohn des Architekten der Pfarrkirche |
|           | St. Bruno                                | Unterrath Kalkumer Straße                              | 1928                                         | |
|           | Bunkerkirche Sankt Sakrament             | Heerdt Heerdter Landstraße/Pastor-Klinkhammer-Platz    | 1940–42 als Bunker, 1947–48 Umbau zur Kirche | ehemaliger Hochbunker, „stabilste“ Kirche der Welt |
|           | St. Cäcilia                              | Benrath Hauptstraße                                    | 1901–03                                      | früher Doppelturm |
|           | St. Cäcilia                              | Hubbelrath Dorfstraße                                  | 12. Jahrhundert                              | |
|           | Christus König                           | Oberkassel Maasstraße                                  | 1929–30                                      | Die Kirche im expressionistischen Stil wurde 2008 den unierten Griechisch-katholischen Ukrainern zur Nutzung als Personalpfarrei überlassen. Anfang 2010 wurde sie profaniert und in ein Familienzentrum mit Kindergarten umgebaut. |
|           | St. Dionysius                            | Volmerswerth Abteihofstraße                            | 1856                                         | neogotischer Stil. Wird seit 2006 von der Priesterbruderschaft St. Petrus mit der lateinischen Messe im außerordentlichen römischen Ritus betreut. |
|           | Dominikanerkirche                        | Friedrichstadt Herzogstraße                            | 1867–1870                                    | 1973 profaniert und abgerissen und mit dem ehemaligen Hauptsitz der WestLB neu bebaut. |
|           | Heilige Dreifaltigkeit                   | Derendorf Jülicher Straße                              | 1890                                         | Zentrum der Seelsorge für Italiener |
|           | Elisabethkirche                          | Stadtmitte Vinzenzplatz/Gerresheimer Straße            | 1909–10                                      | Häuserzeilenkirche |
|           | Elisabethkirche                          | Reisholz Aschaffenburger Straße                        | 1955                                         | |
|           | Heilige Familie                          | Stockum Carl-Sonnenschein-Straße                       | 1960–62                                      | |
|           | Franz-von-Sales-Kirche                   | Wersten Siegburger Straße                              | 1969–71                                      | modern, Rundbau mit drei Ausflüchten, zum Altar hin abfallende Bestuhlung |
|           | Franziskanerkirche                       | Stadtmitte Immermannstraße                             | 1955–56                                      | 2014 geschlossen und profaniert, ist abgerissen und mit Wohnhochhauskomplex bebaut worden. Als Ersatz dient die Marienkirche unmittelbar nebenan in der Oststraße. |
|           | St. Franziskus Xaverius                  | Mörsenbroich Mörsenbroicher Weg                        | 1928–29                                      | |
|           | St. Gertrud                              | Eller Gertrudisplatz                                   | 1900–01                                      | |
|           | St. Hedwig                               | Eller Werstener Feld                                   | 1972–73                                      | Die ehemalige Filialkirche der Pfarrei St. Gertrud wurde 2006 profaniert und 2008–09 zum PHÖNIX Seniorenzentrum St. Hedwig umgebaut. |
|           | Heilig-Geist-Kirche                      | Pempelfort Moltkestraße                                | 1911                                         | Frankophone und Ukrainisch-katholische Gemeinde |
|           | Zum Heilig Kreuz                         | Rath Rather Kreuzweg                                   | 1956–58                                      | |
|           | Herz-Jesu-Kirche                         | Derendorf Roßstraße                                    | 1905–07                                      | |
|           | Herz-Jesu-Kloster (eh. Klarissenkloster) | Pempelfort Kaiserstraße                                | 1865                                         | Klarissenkloster 1871–2000, 2004 von Zisterzienserinnen besiedelt, seit 2014 aufgelöst. Mit Billigung des Erzbistums bewohnt von freien Schwestern. |
|           | Herz-Jesu-Kirche                         | Urdenbach Urdenbacher Allee                            | 1893–1912                                    | |
|           | St. Hubertus                             | Itter Am Broichgraben                                  | 12. Jahrhundert                              | |
|           | St. Josef                                | Oberbilk Josefplatz                                    | 1872, Turm 1880                              | um 1900 mit 27.000 Mitgliedern größte Pfarrei im Erzbistum Köln |
|           | St. Josef                                | Rath Rather Kirchplatz                                 | 1905–09                                      | neoromanischer Stil |
|           | St. Joseph                               | Holthausen Am langen Weiher                            | 1905–13                                      | |
|           | Josephskapelle                           | Altstadt                                               | 1712–17                                      | im Theresienhospital |
|           | St. Katharina                            | Gerresheim Katharinenstraße                            | 1964–66                                      | Zentrum der Seelsorge für Italiener |
|           | St. Konrad                               | Flingern Sterntalerweg                                 | 1969–70                                      | Abgerissen Anfang 2007. Das Gelände, auf dem die Kirche stand, wurde 2006 veräußert und wird mit Geschosswohnungen überbaut. Der ebenfalls auf dem Gelände befindliche Kindergarten wird als Neubau in die Wohnanlage integriert und geht in städtische Trägerschaft. Der Kindergarten wird den Namen des Namenspatrons der abgerissenen Kirche tragen. Seit 2008 gehört das ehemalige Pfarrgebiet von St. Konrad zur Pfarre der Liebfrauenkirche an der Degerstraße. |
|           | Kreuzherrenkirche                        | Altstadt Ratinger Straße                               | um 1445                                      | |
|           | St. Lambertus                            | Altstadt Stiftsplatz                                   | 1394, Turmhelm von 1815                      | Basilica minor seit 1974, Wahrzeichen der Stadt |
|           | St. Lambertus                            | Kalkum Oberdorfstraße                                  | 11.–13. Jahrhundert                          | romanische Kirche |
|           | St. Laurentius                           | Holthausen Itterstraße                                 | 1976                                         | modern, inzwischen profaniert |
|           | St. Mariä Himmelfahrt                    | Flingern Degerstraße                                   | 1890–91                                      | |
|           | St. Ludger                               | Bilk Merowingerstraße                                  | 1963–64                                      | |
|           | Lukaskirche                              | Derendorf Ulmenstraße                                  | 1957–59                                      | |
|           | St. Margareta                            | Gerresheim Gerricusplatz                               | 1236                                         | Basilica minor seit 1982 |
|           | St. Maria in den Benden                  | Wersten Dechenweg                                      | 1958–59                                      | modern, in Form eines Stalls |
|           | St. Mariä Empfängnis (Marienkirche)      | Stadtmitte Oststraße                                   | 1894–96                                      | Die dreischiffige Basilika mit Doppelturm wurde 1894–1896 vom Mainzer Dombaumeister Ludwig Becker als Pfarrkirche errichtet. Im Zweiten Weltkrieg stark zerstört, gestaltete Josef Lehmbrock sie 1969 um. Wilhelm Dahmen stellte 1976 den Innenraum in Annäherung an die Ursprungsgestalt wieder her. |
|           | St. Maria vom Frieden                    | Gerresheim Dreherstraße                                | 1973–75                                      | modern |
|           | St. Maria, Hilfe der Christen            | Lörick Löricker Straße                                 | 1952–53                                      | Weihe 1955 |
|           | St. Mariä Himmelfahrt                    | Lohausen Nagelsweg                                     | 1899                                         | |
|           | St. Mariä Himmelfahrt                    | Unterbach Wittenbruchplatz                             | 1963/64                                      | Modern – mit Dependance in Erkrath-Unterfeldhaus Vorgängerkirche: Gerresheimer Landstraße 91 von 1883 bis 1967 Gehört zum Seelsorgebereich Erkrath/Unterbach im Dekanat Hilden. |
|           | St. Maria Königin                        | Lichtenbroich Krahnenburgstraße                        | 1956–58                                      | |
|           | St. Maria unter dem Kreuz                | Unterrath Kürtenstraße                                 | 1869–71                                      | |
|           | St. Maria Rosenkranz                     | Wersten Burscheider Straße                             | 1909                                         | neoromanische Kirche |
|           | Mater Dolorosa (Schmerzensreiche Mutter) | Flehe In der Hött                                      | 1906                                         | |
|           | St. Matthäus                             | Garath René-Schickele-Straße                           | 1968–70                                      | modern, Architekt: Gottfried Böhm |
|           | St. Maximilian (Maxkirche)               | Carlstadt Schulstraße                                  | 1737                                         | ab 1651 als Franziskanerkloster ausgebaut, 1673 theol. Lehranstalt |
|           | St. Michael                              | Lierenfeld Posener Straße                              | 1956–57                                      | |
|           | St. Nikolaus                             | Himmelgeist Nikolausstraße                             | 10. Jahrhundert                              | romanischer Stil, gehört zu den drei ältesten Kirchen im Stadtgebiet |
|           | St. Norbert                              | Garath Josef-Kleesattel-Straße                         | 1966–68                                      | |
|           | Pauluskirche                             | Düsseltal Paulusplatz                                  | 1910, Wiederaufbau 1954                      | dreischiffige Basilika im neoromanischen Stil |
|           | St. Peter                                | Unterbilk Kirchplatz/Friedrichstraße                   | 1895–98                                      | neogotisch |
|           | St. Petrus Canisius                      | Unterbilk Erftstraße                                   | 1925–26, Umbau 1960                          | Profaniert 1998, abgerissen 1999 |
|           | St. Pius X.                              | Eller Dürkheimer Weg                                   | 1959–60                                      | Grundstück grenzt an Lierenfeld |
|           | St. Reinold                              | Vennhausen-Tannenhof Pastor-Finke-Weg 1                | 1956–57                                      | |
|           | St. Remigius                             | Wittlaer Kalkstraße                                    | 12.–13. Jahrhundert                          | romanische Kirche |
|           | St. Rochus                               | Pempelfort Rochusmarkt                                 | 1894–97, 1954 modernes Kirchenschiff         | alter Kirchturm als Mahnmal |
|           | Stoffeler Kapelle                        | Bilk Christophstraße                                   | 1734                                         | |
|           | St. Suitbertus                           | Bilk Fruchtstraße                                      | 1905–27                                      | 1947 Wiederaufbau, 1968 Turmhelm mit Stern als Symbol des hl. Suitbertus |
|           | St. Suitbertus                           | Kaiserswerth Stiftsplatz                               | ab 1050 rom. Langhaus, 1237 Chor             | zweitältestes Mönchskloster des Erzbistums Köln seit 1967 Basilica minor |
|           | St. Theresia vom Kinde Jesu              | Garath Prenzlauer Straße                               | 1971                                         | |
|           | St. Ursula                               | Grafenberg Margaretenstraße                            | 1912                                         | |
|           | St. Viktor                               | Knittkuhl Am Neuenhof                                  | 1981–82                                      | |

## Evangelische Kirchen

### Landeskirche
Die Gemeinden und Kirchen der evangelischen Landeskirche gehören zur Evangelischen Kirche im Rheinland. Sie bilden mit Ausnahme von Angermund, Hubbelrath, Knittkuhl und Unterbach (Kirchenkreis Düsseldorf-Mettmann) den Kirchenkreis Düsseldorf. Auf der Bastionstraße in der Carlstadt befindet sich das „Haus der Kirche“ mit der Verwaltung des Kirchenkreises.
| Abbildung           | Name                                       | Standort                                          | Bauzeit                                   | Besonderheiten |
| ------------------- | ------------------------------------------ | ------------------------------------------------- | ----------------------------------------- | --- |
|                     | Anbetungskirche                            | Hassels Hasselsstraße                             | 1962–64                                   | |
|                     | Evangelische Kirche Angermund              | Angermund An den Linden 9                         | 1998                                      | |
|                     | Apostelkirche                              | Gerresheim Metzkauser Straße                      | 1960                                      | Ende 2010 abgerissen. Das von Ernst Otto Köpke geschaffene 12 × 12 m große Glasfenster soll erhalten bleiben. |
|                     | Auferstehungskirche                        | Oberkassel Quirinstraße, Arnulfstraße             | 1913–1914                                 | |
|                     | Berger Kirche                              | Altstadt                                          | 1683–1687                                 | Diakoniekirche. Im Hof der Berger Kirche befindet sich seit November 2011 der Trauerort für Zuwanderer und Flüchtlinge. |
|                     | Bruderkirche                               | Bilk Johannes-Weyer-Straße                        | 1970                                      | Januar 2020 entwidmet, Abriss und anschließender Neubau von Wohnungen |
|                     | Christuskirche                             | Oberbilk Kruppstraße                              | 1964                                      | seit 2020 Jugendkirche des Kirchenkreises |
|                     | Dankeskirche                               | Benrath An der Dankeskirche                       | 1914–15                                   | |
|                     | Dietrich-Bonhoeffer-Kirche                 | Garath Julius-Raschdorff-Straße                   | 1962–65                                   | |
|                     | Epiphaniaskirche                           | Rath Bochumer Straße                              | 1965                                      | Der letzte Gottesdienst in der Epiphaniaskirche fand am 26. September 2010 statt. Anschließend wurde die Kirche entwidmet. |
|                     | Evangelische Kirche                        | Hubbelrath An der Linde                           |                                           | Nachgenutzt als Wohnungen |
|                     | Evangelische Stadtmission                  | Oberbilk Brinckmannstraße                         |                                           | Ehemaliges „Carl-Sonnenschein-Haus“ der kath. Hochschulgemeinde. 2009 von der evgl. Stadtmission erworben. |
|                     | Friedenskirche                             | Unterbilk Florastraße                             | 1896–1899                                 | |
|                     | Gnadenkirche                               | Gerresheim Dreherstraße                           | 1957                                      | 2010 abgerissen. Am 31. Januar 2010 fand der letzte Gottesdienst statt. |
|                     | Gustav-Adolf-Kirche                        | Gerresheim Heyestraße                             | 1878                                      | |
| Heilig-Geist-Kirche | Heilig-Geist-Kirche                        | Urdenbach Angerstraße                             | 1966                                      | entwidmet Oktober 2020 |
|                     | Hoffnungskirche                            | Garath Ricarda-Huch-Straße                        | 1966                                      | 2011 entwidmet, 2018 abgerissen |
|                     | Immanuelkirche                             | Friedrichstadt Pionierstraße                      | 1966                                      | |
|                     | Jakobuskirche                              | Eller Am Schabernack                              | 1960–1963; Neubau 1983                    | Architekt: Eckhard Schulze-Fielitz; Auszeichnung durch den deubau-Preis 1964; abgebrannt 1978; Neubau 1983 durch Architekt K. P. Meister. Entwidmet 2018, wird zur Kindertagesstätte umgebaut |
|                     | Johanneskirche                             | Stadtmitte Martin-Luther-Platz                    | 1875–1881                                 | Genannt Stadtkirche, größte evangelische Kirche der Stadt; offene Citykirche, die „Evangelische Kirchengemeinde Düsseldorf-Mitte“ nutzt die Neanderkirche und die Kreuzkirche |
|                     | Jonakirche                                 | Lohausen Niederrheinstraße                        | 1989                                      | Gehört zur „Evangelischen Kirchengemeinde Kaiserswerth“. |
|                     | Klarenbachkirche                           | Holthausen Bonner Straße                          | 1955                                      | |
|                     | Evangelische Kirche Knittkuhl              | Knittkuhl                                         |                                           | |
|                     | Kreuzkirche                                | Pempelfort Klever Straße, Collenbachstraße        | 1907–1910                                 | Kirche im neuromanischen Stil mit Abweichung zum mittelalterlichen Stil mit großen Fenstern zur Steigerung der inneren Helligkeit, die Kirche wird einmal im Monat auch von den Mennoniten genutzt. |
|                     | Lukaskirche                                | Lierenfeld Gatherweg                              | 1957                                      | Entwidmet 2018, zum Jugendzentrum umgebaut |
|                     | Lutherkirche                               | Bilk Kopernikusstraße                             | 1927                                      | |
|                     | Markuskirche                               | Vennhausen Sandträgerweg                          | 1966                                      | |
|                     | Matthäikirche                              | Düsseltal Lindemannstraße                         | 1927                                      | |
|                     | Matthiaskirche                             | Lichtenbroich Matthiaskirchweg 14                 | 1977                                      | Der charakteristische runde Glockenturm in der Mitte des Gemeindezentrums ist durch seine Höhe von 17,50 Metern weithin sichtbar. |
|                     | Melanchthonkirche                          | Düsseltal Graf-Recke-Straße                       | 1965                                      | siehe auch: Grafenberger Glockenspiel |
|                     | Mutterhauskirche                           | Kaiserswerth Zeppenheimer Weg                     | 1903                                      | Sie wurde nach der zu klein gewordenen Stammhauskirche (am Kaiserswerther Markt) die eigentliche Kirche der Diakonissenanstalt. Baugeschichtlich ist sie gleichzeitig mit dem Diakonissenmutterhaus entstanden und bildete mit dem Schwesternkrankenhaus „Tabea“ eine Einheit. Die kranken Schwestern konnten in ihren Betten auf die rückwärtige Empore geschoben werden und so an Andachten und Gottesdiensten teilnehmen. Mehrfach wurde die Kirche umgebaut. Nach dem Zweiten Weltkrieg wurde der Turm im Februar 1949 gekürzt, die Gründe sind bis heute rätselhaft. Denn nötig war das trotz des nahe gelegenen Flughafens nicht. |
|                     | Neanderkirche                              | Altstadt Bolkerstraße                             | 1683, Turm 1687                           | Erste reformierte Gemeinde der Stadt; heute Kirche der „Evangelischen Johannes-Kirchengemeinde Düsseldorf“ |
|                     | Pauluskirche                               | Unterrath Diezelweg                               | 1952                                      | Entwidmet 2017, wird zum Wohnhaus umgebaut |
|                     | Paul-Gerhardt-Kirche                       | Unterbach Brorsstraße                             |                                           | Evangelische Kirchengemeinde Erkrath |
|                     | Petruskirche                               | Unterrath Am Röttchen                             | 1956                                      | Die Unterrather Petruskirche gehört mit zu den interessantesten Sakralbauten nach dem Krieg in Düsseldorf, bei denen man vom konventionellen Kirchenbaustil abging und wo das Architektenteam Helmut Hentrich und Hubert Petschnigg neue Wege beschritt. Die Kirche bildet ein längsorientiertes Sechseck und bietet, bedingt durch ihren Giebelzuschnitt, dem Betrachter die Gestalt eines großen Schiffbugs. Neuartig war auch die von den Mannesmannröhren-Werken gefertigte Dachkonstruktion. Sie bietet 740 Plätze. |
|                     | Philippuskirche                            | Lörick Hansaallee                                 | 1964                                      | Entwidmet 2019, Wohnbebauung geplant, Nachnutzung noch nicht entschieden |
|                     | Schlosskirche                              | Eller Schlossallee                                | 1905                                      | |
|                     | Stammhauskirche                            | Kaiserswerth Kaiserswerther Markt/Gernardusstraße | 1843, Turm 1927                           | Älteste Kirche der Kaiserswerther Diakonie, noch von Theodor Fliedner benutzt; ursprünglicher Turm von 1854, Neubau 1927, erneuert 2009 wegen Sturmschaden; im Innern Neugestaltung und Sanierung 2008–10. |
|                     | Stephanuskirche                            | Wersten Wiesdorfer Straße                         | 1957–1958                                 | |
|                     | Tersteegenkirche                           | Golzheim Tersteegenstraße                         | 1958                                      | 1957–58 erbaut, am 29. Juni 1958 eingeweiht. |
|                     | Stadtkirche Kaiserswerth                   | Kaiserswerth Fliednerstraße                       | 1807–11                                   | In Kaiserswerth bestand seit 1778 eine reformierte Gemeinde und seit 1779 auch eine lutherische Gemeinde. Im Zuge der Vereinigung der beiden kleinen Gemeinden in Kaiserswerth (insgesamt nicht mehr als 10 bis 15 Familien) wurde ab 1807 mit dem Bau einer evangelischen Kirche begonnen, die am 28. Juli 1811 eingeweiht wurde. Gilt seit 2008 als stark sanierungsbedürftig. |
|                     | Thomaskirche                               | Mörsenbroich Eugen-Richter-Straße                 | 1960                                      | gebaut als Filialgemeinde der Matthäikirche, seit 1963 selbständige Gemeinde, 2020 entwidmet. |
|                     | Trinitatiskirche                           | Rath Eitelstraße                                  | 1901                                      | |
|                     | Evangelische Kirche Urdenbach – Dorfkirche | Urdenbach                                         | 1688–1693                                 | |
|                     | Verkündigungskirche                        | Hassels Fürstenberger Straße                      | 1974–1976                                 | Entwidmet und nachgenutzt |
|                     | Versöhnungskirche                          | Flingern Gerresheimer Straße                      | 21. Jh., Vorgängerbau von 1964 abgerissen | seit 2020 von der Diakonie Düsseldorf genutzt |
|                     | Zionskirche                                | Derendorf Ulmenstraße                             | 1969                                      | Häuserzeilenkirche, seit 2017 nicht mehr im Gebrauch |

### Evangelische Freikirchen
Freikirche ist ein Sammelbegriff für verschiedene evangelische Kirchen. Sie sind sowohl von den Landeskirchen wie auch untereinander organisatorisch unabhängig. Die jeweilige Lehre, innere Organisation wie auch ihre Zusammenarbeit untereinander, mit der evangelischen Landeskirche, der römisch-katholischen Kirche, anderen Religionsgemeinschaften und anderen Organisationen kann sich erheblich voneinander unterscheiden.
|  | Adventhaus                                            | Pempelfort Stockkampstraße 32   | adventistisch                         | 1963    | Die Reformationskirche an der Prinz-Georg-Straße wurde am 3. November 1963 eingeweiht. Heute ist nur noch das Adventhaus der Siebenten-Tags-Adventisten an der Ecke zur Stockkampstraße übrig. |  |                |                      |             |  |  |
|  | Apostolische Gemeinde                                 | Eller Klein Eller               | apostolisch                           | 1975    | |  |                |                      |             |  |  |
|  | Apostolische Gemeinde                                 | Gerresheim Heyestraße           | apostolisch                           |         | Gemeinde wurde zum Jahresende 2009 aufgegeben. |  |                |                      |             |  |  |
|  | Apostolische Gemeinde                                 | Stadtmitte Cantadorstraße       | apostolisch                           | 1959    | Hauptkirche der Apostolischen Gemeinschaft |  | Brüdergemeinde | Flingern Ackerstraße | evangelisch |  |  |
|  | Christliches Zentrum Düsseldorf                       | Flingern Bruchstraße            | pfingstlerisch                        |         | |  |                |                      |             |  |  |
|  | Erlöserkirche                                         | Stockum Eichendorffstraße       | evangelisch-lutherisch                |         | SELKD |  |                |                      |             |  |  |
|  | Evangelisch-Freikirchliche Gemeinde Christophstraße   | Bilk Christophstraße            | evangelisch-freikirchlich (Baptisten) |         | Der Standort wurde aufgegeben und die Gemeinde trifft sich als Rheinkirche in den Räumlichkeiten der Evangeliumskirche auf der Luisenstraße                                                    |  |                |                      |             |  |  |
|  | Evangelisch-Freikirchliche Gemeinde Evangeliumskirche | Friedrichstadt Luisenstraße     | evangelisch-freikirchlich (Baptisten) |         | |  |                |                      |             |  |  |
|  | Freie evangelische Gemeinde                           | Stadtmitte Bendemannstraße      | frei-evangelisch                      |         | |  |                |                      |             |  |  |
|  | Full Gospel Church – Koreanische Christengemeinde     | Flingern Daimlerstraße          | pfingstlerisch                        | 1963    | Ehemalige evangelische Calvinkirche. Architekt Heinz Kalenborn. Koreanische Gottesdienste |  |                |                      |             |  |  |
|  | Heilsarmee                                            | Golzheim Roßstraße              | evangelisch                           |         | |  |                |                      |             |  |  |
|  | Hillsong Church                                       | Heerdt Kopperstraße             | Pfingstbewegung                       |         | |  |                |                      |             |  |  |
|  | Dietrich-Bonhoeffer-Kirche                            | Garath Julius-Raschdorff-Straße | evangelisch                           | 1962–65 | Genutzt von der Herrnhuter Brüdergemeine. Architekten: Hans Köllges und Werner Nieleck (HPP)                                                                                                   |  |                |                      |             |  |  |
|  | Jesushaus – Pfingstgemeinde                           | Flingern Grafenberger Allee     | pfingstlerisch                        |         | |  |                |                      |             |  |  |
|  | Geschlossene Brüdergemeinde                           | Wersten Auf’m Rott              | Raven-Brüder                          |         | Das Gebäude ist eine ehemalige Neuapostolische Kirche, die nach der Schließung der Gemeinde Wersten verkauft wurde.                                                                            |  |                |                      |             |  |  |
|  | Victory Outreach Düsseldorf                           | Garath Carl-Severing-Straße     | pfingstlerisch                        |         | |  |                |                      |             |  |  |
|  | St. Vinzenz                                           | Flingern Albertstraße           | evangelisch                           | 1926–27 | Genutzt von freikirchlicher New Life Fellowship |  |                |                      |             |  |  |
|  | Wesleykirche                                          | Stadtmitte Hohenzollernstraße   | methodistisch                         |         | Das Gemeindezentrum wurde 2015 aufgegeben. |  |                |                      |             |  |  |

## Andere Freikirchen
| Abbildung | Name                             | Standort                    | Konfession        | Bauzeit | Besonderheiten |
| --------- | -------------------------------- | --------------------------- | ----------------- | ------- | -------------- |
|           | Katholisch-Apostolische Gemeinde | Düsseltal Hans-Sachs-Straße | kath.-apostolisch | 1965    |                |

## Orthodoxe Kirchen
| Abbildung | Name                                                                    | Standort                        | Konfession                                 | Bauzeit               | Besonderheiten |
| --------- | ----------------------------------------------------------------------- | ------------------------------- | ------------------------------------------ | --------------------- | --- |
|           | Heiliger Apostel Andreas                                                | Reisholz Am Schönenkamp         | griechisch-orthodox                        | ca. 1989              | 2009 Anbau eines Kirchturmes. Die Gemeinde besteht seit 1957 in Düsseldorf und war bis 1960 Gast in verschiedenen Kirchen, dann bis 1989 der katholischen Pfarre Heilige Familie in Stockum. |
|           | Jan-Wellem-Kapelle                                                      | Hamm Fährstraße                 | georgisch-orthodox                         | 1658–1660             | Erbaut im Auftrag von Philipp Wilhelm von der Pfalz zur Geburt seines Sohnes Jan Wellem. Eigentlich Heiligkreuz- oder Kreuzkapelle genannt. 1938 Wiederherstellung durch Heimatverein Düsseldorfer Jonges e. V. Seit 1958 für orthodoxen Gottesdienst übergeben an die Orthodoxe Parochie zu den Hl. Erzengeln. Die Georgische Orthodoxe Kirchengemeinde in Düsseldorf Heiliger Antimos aus Iveria e. V. ist seit Anfang 2008 Nutzerin und hat seit 1. Januar 2011 einen Mietvertrag mit der Stadt Düsseldorf. |
|           | Koptische-orthodoxe Kirche                                              | Grafenberg Pöhlenweg            | altorientalisch bzw. orientalisch-orthodox |                       | |
|           | Ständige Vertretung der Russischen Orthodoxen Kirche in Deutschland     | Oberbilk Ellerstraße            | russisch-orthodox                          | 1883, 1896–1897, 1912 | Kapelle Mariä-Obhut der Maria-Obhut-Kirchengemeinde in der Ständigen Vertretung des Moskauer Patriarchats. Ehemaliges Ordenshaus einer römisch-katholischen Schwesternschaft. Hier wurde am 25. Mai 1975 das Diözesanzentrum des am 1. November 1970 errichteten norddeutschen Bistums mit Sitz in Düsseldorf eröffnet. Nach Zusammenlegung von 3 Bistümern im Dezember 1992 umgewandelt zur Ständigen Vertretung der ROK. |
|           | Kirchengemeinde Hl. Nikolaus von Myra bzw. Hl. Nikolaus der Wundertäter | Eller Dillenburger Weg 50       | russisch-orthodox                          | um 1960               | Ursprünglich vom Diakonischen Werk als orthodoxes Zentrum für Emigranten- und Diasporagemeinden gebaut, wurde es jahrzehntelang von Gemeinden der Ukrainer, Rumänen, Serben und Russen (ROCOR) gemeinsam genutzt. Von Anfang 2008 bis zum Abriss des Kirchengebäudes wurde es von der orthodoxen Gemeinde der Heiligen Erzengel genutzt, die zur Erzbistum der orthodoxen Gemeinden russischer Tradition in Westeuropa gehört. Seit 2020 ist die historische St. Nikolaus-Gemeinde wiederhergestellt und vereint orthodoxe Russen, Deutsche und Ukrainer. Seit 2023 ist sie auf der Suche nach einem neuen Standort. |
|           | Kirche des Hl. Sava und Kapelle des Hl. Georg von Kratovo               | Lichtenbroich Wanheimer Str. 54 | serbisch-orthodox                          |                       | Gemeindegründung bis 1969. Von Frühjahr 1972 bis 1. Januar 1979 war Düsseldorf Sitz und Diözesanzentrum der am 12. März 1969 gegründeten Diözese für Westeuropa und Australien. Erste Versammlung serbisch-orthodoxer Priester in Düsseldorf am 3. Mai 1969. 2009 eingeweihte Ausmalung mit Fresken von Miroslav Lazovic. |

## Neuapostolische Kirchen
| Abbildung | Standort               | Bauzeit                 | Besonderheiten |
| --------- | ---------------------- | ----------------------- | --- |
|           | Urdenbach Sodenstraße  | 1971                    | |
|           | Derendorf Möhlaustraße | 1931                    | kompletter Umbau und Modernisierung 1986, aufgegeben 2022, es soll ein Neubau entstehen, für die Gemeinden Derendorf, Flingern und Gerresheim |
|           | Eller Nassauer Weg     | 1970                    | 2002 Zusammenlegung mit der Gemeinde Wersten |
|           | Gerresheim Ottostraße  | 1979                    | aufgegeben 2022 |
|           | Flingern Krahestraße   | 1926, Wiederaufbau 1950 | ursprünglich 1100 Sitzplätze, Zerstörung im Krieg, heute noch 500 Plätze; diese Kirche ist seit 2022 das Gemeindezentrum der zusammengelegten Gemeinden Derendorf, Flingern und Gerresheim und soll bis zur Fertigstellung des Neubaus für die Gemeinde am Standort Derendorf genutzt werden. |

## KönigreichssälederZeugen Jehovas
| Abbildung | Standort                           | Weitere Informationen: u. a. Versammlungen* (Gemeinden) |
| --- | ---------------------------------- | --- |
| | Eller Am Hackenbruch 100           | Königreichssaalzentrum (2 Säle), genutzt von den Versammlungen: Düsseldorf-Eller, Düsseldorf-Hindi, Düsseldorf-Russisch-Süd, Düsseldorf-Spanisch, Düsseldorf-Twi. Dieser Saal ist nach seiner Renovierung und Sanierung 2015/16 der erste Saal in Deutschland, der den neu festgelegten Standards der Zeugen Jehovas entspricht. |
| | Flingern-Süd Langenberger Straße 5 | Königreichssaalzentrum (4 Säle), genutzt von den Versammlungen: Düsseldorf-Englisch (mit Tagalog- und Französisch-Gruppe), Düsseldorf-Gebärdensprache, Düsseldorf-Gerresheim (mit Chinesisch-Gruppe), Düsseldorf-Griechisch, Düsseldorf-Italienisch, Düsseldorf-Kroatisch/Serbisch, Düsseldorf-Ost (mit Rumänisch-Gruppe), Düsseldorf-Polnisch, Düsseldorf-Russisch-Nord. Dieser Saalkomplex dient aufgrund seiner Größe häufig als Standort für ein- bis mehrtägige Schulungen, Ausstellungen und andere besondere Veranstaltungen. |
| | Hellerhof Duderstädter Straße 17   | genutzt von der Versammlung Düsseldorf-Garath. |
| | Pempelfort Parkstraße 62           | genutzt von der Versammlung Düsseldorf-Mitte. |
| *offizielle Bezeichnungen nach Angaben von Jehovas Zeugen. Versammlungen mit einer Ortsangabe im Namen sind, wenn nicht anders angegeben, deutschsprachige Versammlungen. Einigen Versammlungen gehören fremdsprachige Gruppen (in Klammern) an, die Teile der Zusammenkünfte (Gottesdienste) in ihrer Sprache abhalten. |                                    | |

## Andere christliche Gemeinschaften
| Abbildung | Name                     | Standort                  | Konfession               | Bauzeit | Besonderheiten |
| --------- | ------------------------ | ------------------------- | ------------------------ | ------- | -------------- |
|           | Die Christengemeinschaft | Golzheim Tersteegenstraße | Die Christengemeinschaft |         |                |
|           | Christliche Wissenschaft | Pempelfort Blücherstraße  | christl. Wissenschaft    |         |                |

## Islam
In Düsseldorf kommen etwa 3.045 Muslime zu den Freitagsgebeten. Es sind 21 Moscheen eingetragen.
| Abbildung | Name                | Standort               | Konfession                                   | Bauzeit         | Besonderheiten    |
| --------- | ------------------- | ---------------------- | -------------------------------------------- | --------------- | ----------------- |
|           | Moschee Masjid Omar | Düsseldorf Adersstraße | Marokkanisch, freie Moschee ohne Dachverband | Eröffnung: 1978 | Hinterhof-Moschee |

## Judentum
| Abbildung | Name           | Standort               | Religion | Bauzeit | Besonderheiten                          |
| --------- | -------------- | ---------------------- | -------- | ------- | --------------------------------------- |
|           | Große Synagoge |                        | Judentum |         | 1938 in Brand gesetzt, dann abgerissen. |
|           | Neue Synagoge  | Golzheim, Zietenstraße | Judentum |         | Eingeweiht am 7. September 1958.        |

Zur Geschichte siehe auch: Synagogen in Düsseldorf